# George Renwick
George Renwick, född 7 augusti 1901 i Marylebone i Storlondon, död 25 juli 1984 i Chichester, var en brittisk friidrottare.
Renwick blev olympisk bronsmedaljör på 4 x 400 meter vid sommarspelen 1924 i Paris.